# 台灣新生報
《台灣新生報》，簡稱《新生報》，是在台灣發行的一份全國性報紙，其前身是台灣日治時期由台灣總督府控制的《台灣新報》。

## 簡史

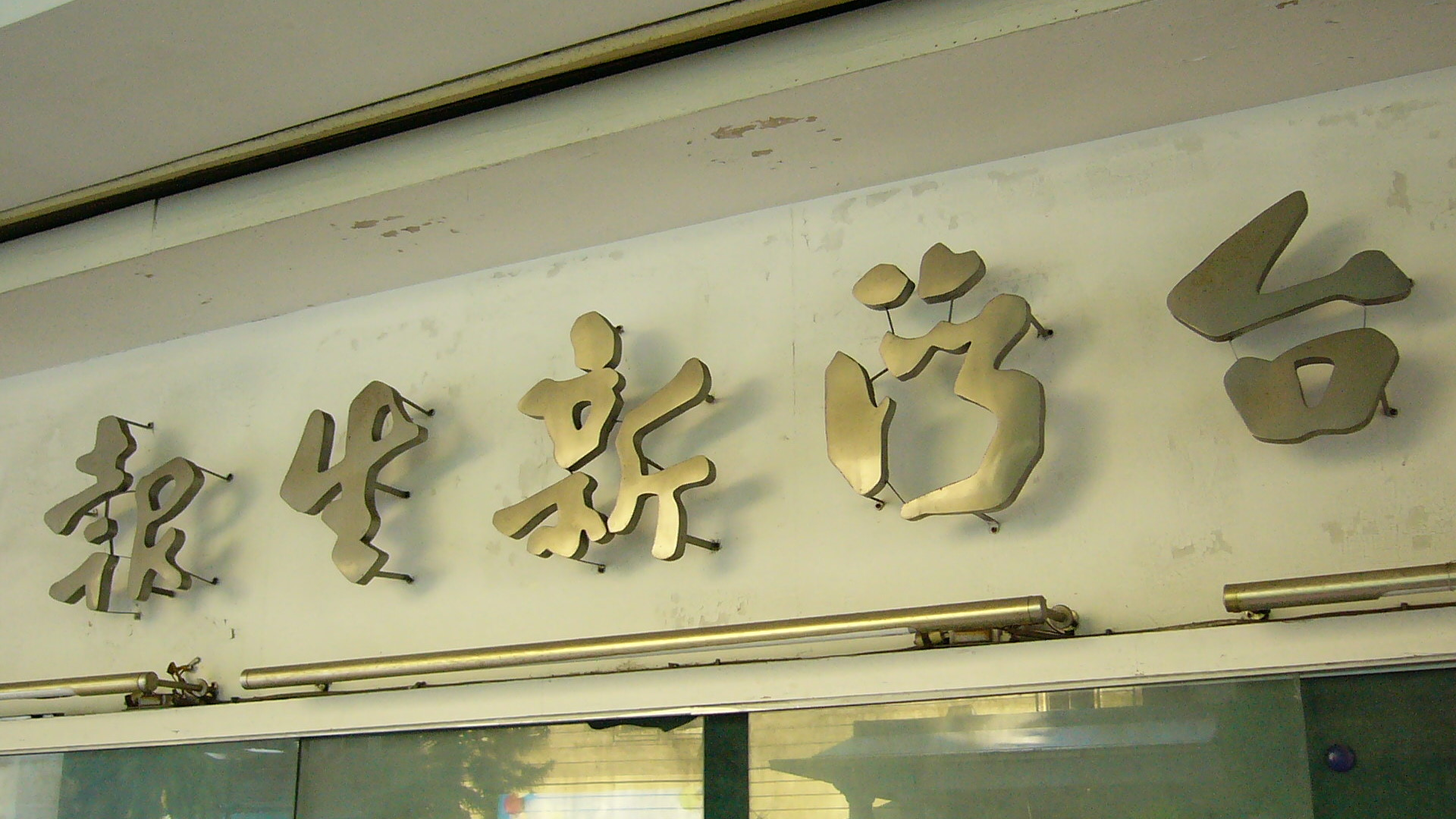
于右任親筆題字的《台灣新生報》報名

### 日本統治時期
1895年6月17日，日本人田川氏（確實姓名不詳）於台北創辦《台灣新報》，最初每週發行一至兩次，後來改為每日發行。1897年，台灣總督兒玉源太郎將《台灣新報》與1896年5月8日在台北市創刊的《台灣日報》合併，改名為《台灣日日新報》，並且作為台灣總督府官方媒體重新發行。《台灣日日新報》成為台灣日治時期發行量和銷售量最大的報紙。

### 政府公辦省營時期
1945年10月10日，《台灣新報》從日文版改版為中文欄。
1945年至1947年：台灣省行政長官公署
戰後，1945年10月25日，台灣省行政長官公署派遣李萬居接收《台灣新報》，改制更名為《台灣新生報》，隸屬台灣省行政長官公署宣傳委員會，並由李萬居擔任社長，報名採用右任親筆題字。這是國民黨政府遷台後第一份公營報紙。
《台灣新生報》創刊時，四分之三版面刊登中文，四分之一版面保留日文欄，日發行量有18萬份，是當時台灣第五大報。
1947年二二八事件發生時，《台灣新生報》總經理阮朝日和日文版總編輯吳金鍊被台灣省行政長官公署派人強行押走，一去未回。此外，還有台中分社記者陳安南、嘉義分社主任蘇憲章、高雄分社主任邱金山、高雄印刷廠廠長林界等臺灣籍職員都遇害，為第一波大整肅。
1947年至1999年：台灣省政府
1947年4月22日，台灣省政府成立並取代台灣省行政長官公署以後，《台灣新生報》隸屬於台灣省政府新聞處。
1947年9月3日，「台灣新生報社」改組為「台灣新生報股份有限公司」。
1949年6月，「台灣新生報股份有限公司」改組為「台灣新生報社股份有限公司」。

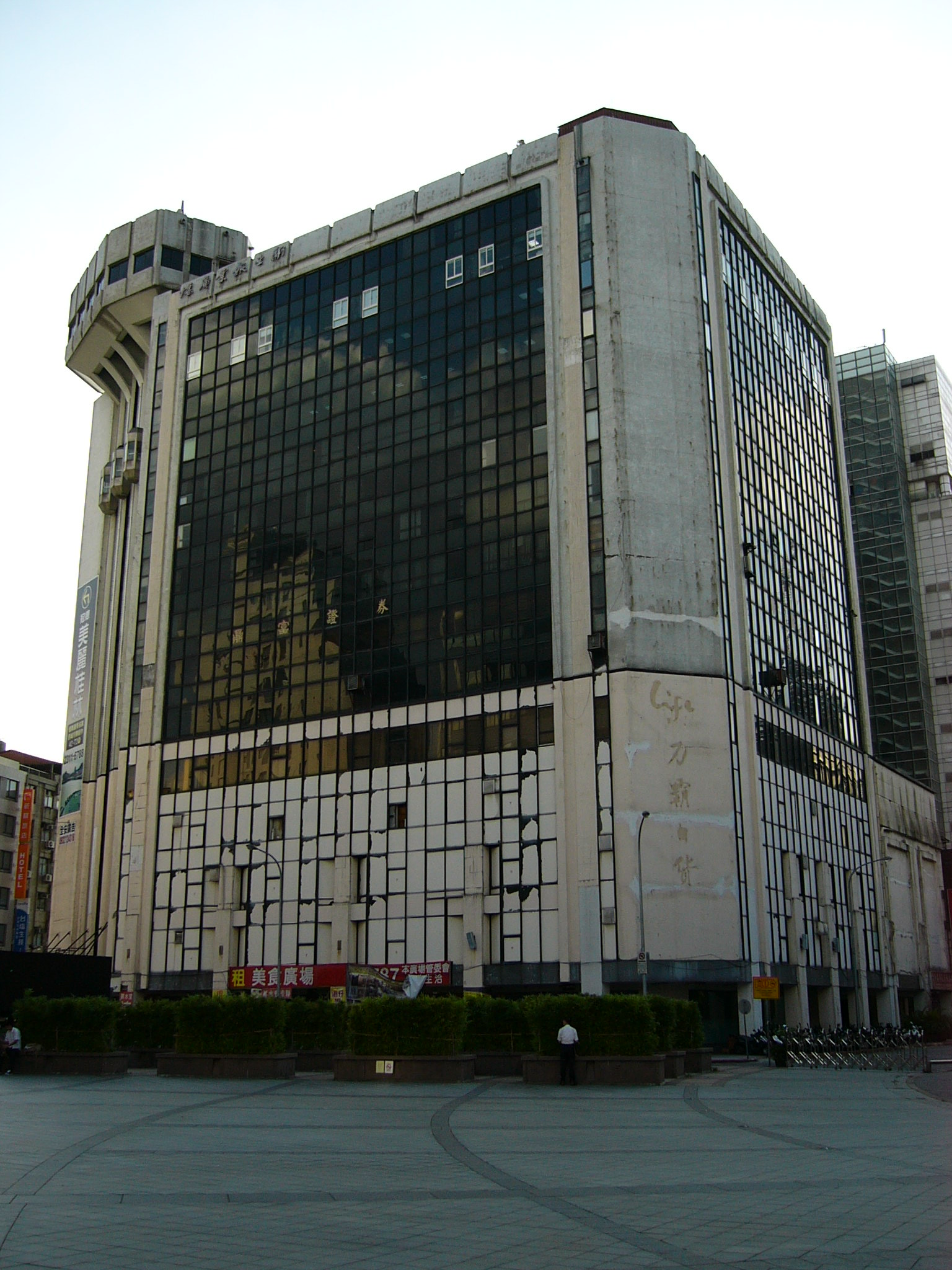
新生報業廣場

1954年10月，《台灣新生報》啟用向日本池貝廠訂購的64吋高速多色輪轉印報機、自動燒版機、修版機等當時最新設備，成為台灣第一份彩色印刷的報紙。
1966年，《台灣新生報》第二波大整肅，職員沈嫄璋、童尚經等人因白色恐怖被殺與坐冤獄。
1969年6月，「台灣新生報社股份有限公司」改組為「台灣新生報業股份有限公司」。
1976年6月1日，《台灣新生報》啟用當時最新式的美國製高斯平版彩色輪轉印報機。
1981年9月，《台灣新生報》位於台北市西門町的大樓「新生報業廣場」落成啟用，《台灣新生報》先後成立「新生超級書城」、「新生出版部」、「新生畫廊」、「手工藝品展售中心」、「新生資訊中心」等單位。
1996年7月，《台灣新生報》開始執行「309基層建設座談實施方案」，第一年即榮獲行政院新聞局頒發三十六座金鼎獎，得獎評語為「發掘全省各鄉鎮市的問題，不粉飾太平，不歌功頌德，有助於改善民生，允為公共服務之上選」。
台灣省政府為了宣揚政令，特別編列經費，免費提供《台灣新生報》給村長、里長、鄰長閱讀。
1999年7月1日，《台灣新生報》因精省改隸行政院新聞局，成為國營媒體。
2013年11月1日，臺灣臺北地方法院「北院木民辛90年度司字第39號函」，原國營「臺灣新生報業股份有限公司」（統一編號05716314）清算完結，中華民國文化部為該公司之簿冊文件保存人。

#### 南部版：台灣新聞報

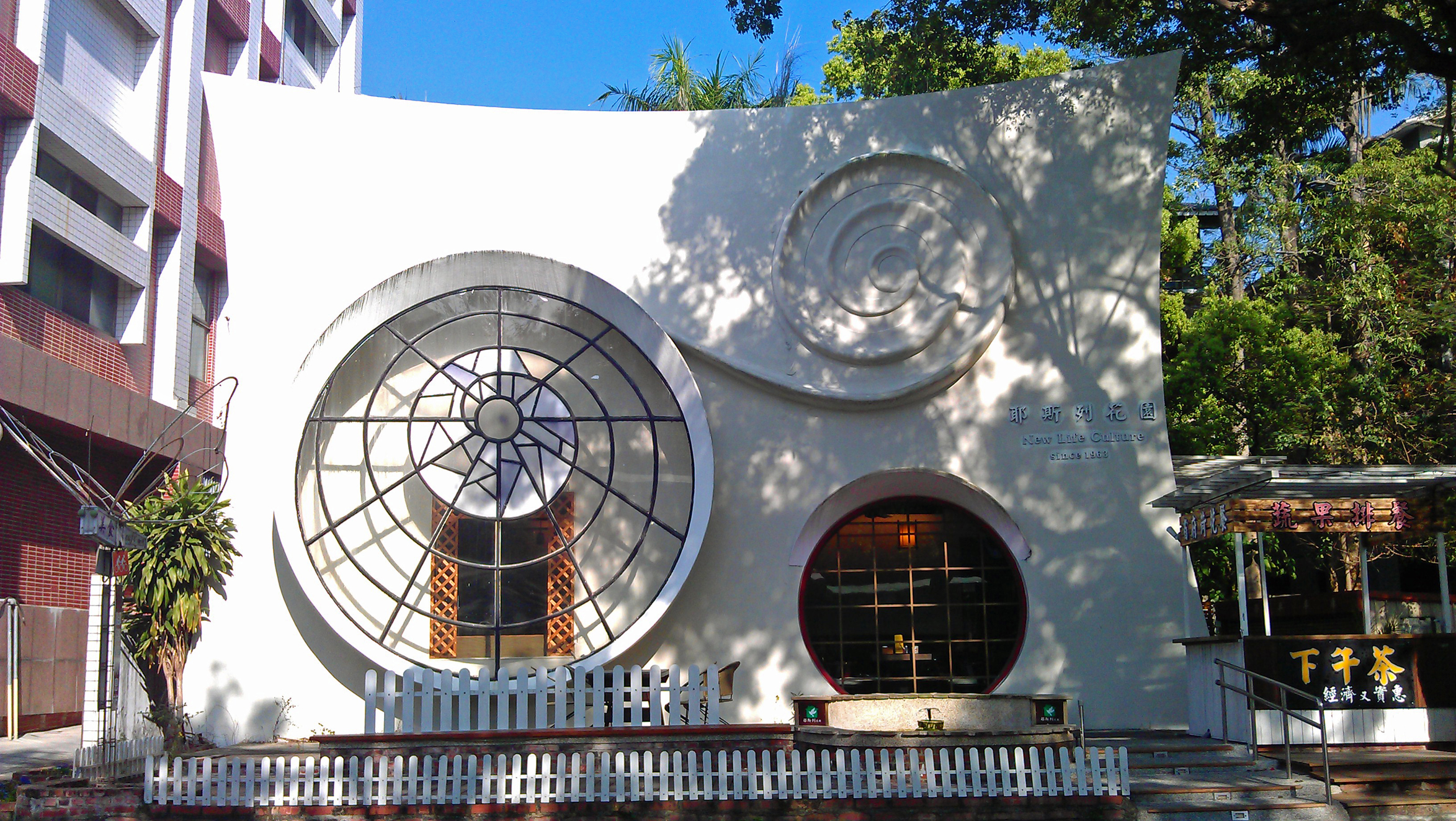
臺灣新生報中興新村辦事處

1949年6月1日，《台灣新生報》成立高雄分社，發行南部版。
1969年6月，《台灣新生報》南部版改名為《台灣新聞報》。

### 民營化（2001年至今）
2001年1月1日，《台灣新生報》以出售商標、商譽的方式完成民營化，轉型為全球第一家以海峽兩岸經貿及交通訊息為報導主軸的「兩岸經貿專業媒體」。
2001年7月17日，民營「台灣新生報業股份有限公司」設立登記。
2004年，在趙仁蓉主導下，《台灣新生報》以「船期版」為基礎，發行《台灣新生報航運版》。
2004年6月，《台灣新生報》推出「養生文化報」，服務老人。
2006年8月1日，由於《中央日報》已於2006年6月1日停刊，中山學術文化基金會與《台灣新生報》簽約繼續刊行《中山學術論壇》。
2017年7月，詹天性被聘為榮譽董事長，董事長由社長劉長裕繼任。

## 合作夥伴
台灣新生報名列台灣MSN新聞頻道等的“合作夥伴”之一。

## 外部連結
- 台灣新生報 （页面存档备份，存于）
- 新生航運網
- 台灣新生報業股份有限公司 （页面存档备份，存于） 台灣公司網